# Nanpara
Nanpara là một thành phố và là nơi đặt ban đô thị (municipal board) của quận Bahraich thuộc bang Uttar Pradesh, Ấn Độ.

## Địa lý
Nanpara có vị trí 27°52′B 81°30′Đ / 27,87°B 81,5°Đ Nó có độ cao trung bình là 132 mét (433 feet).

## Nhân khẩu
Theo điều tra dân số năm 2001 của Ấn Độ, Nanpara có dân số 42.771 người. Phái nam chiếm 53% tổng số dân và phái nữ chiếm 47%. Nanpara có tỷ lệ 50% biết đọc biết viết, thấp hơn tỷ lệ trung bình toàn quốc là 59,5%: tỷ lệ cho phái nam là 54%, và tỷ lệ cho phái nữ là 45%. Tại Nanpara, 18% dân số nhỏ hơn 6 tuổi.